# Гарсия Макналти, Ансельмо
Ансельмо Гарсия Макналти (англ. Anselmo García MacNulty; род. 19 февраля 2003, Севилья) — ирландский футболист, защитник клуба ПЕК Зволле.

## Клубная карьера
Макналти — воспитанник клубов «Реал Бетис» и немецкого «Вольфсбурга». В 2021 году он бы включён в заявку последних на сезон. Летом 2022 года Макналти на правах аренды перешёл в НАК Бреда. 5 августа в матче против «Хелмонд Спорт» он дебютировал в Эрстедивизи. Летом 2023 года Макналти перешёл в ПЕК Зволле. 27 августа в матче против «Утрехта» он дебютировал в Эредивизи.

## Международная карьера
В 2019 году в составе юношеской сборной Ирландии Макналти принял участие в домашнем юношеском чемпионате Европы. На турнире он сыграл в матчах против команд Греции, Чехии и Бельгии.